# جامعة فينيكس

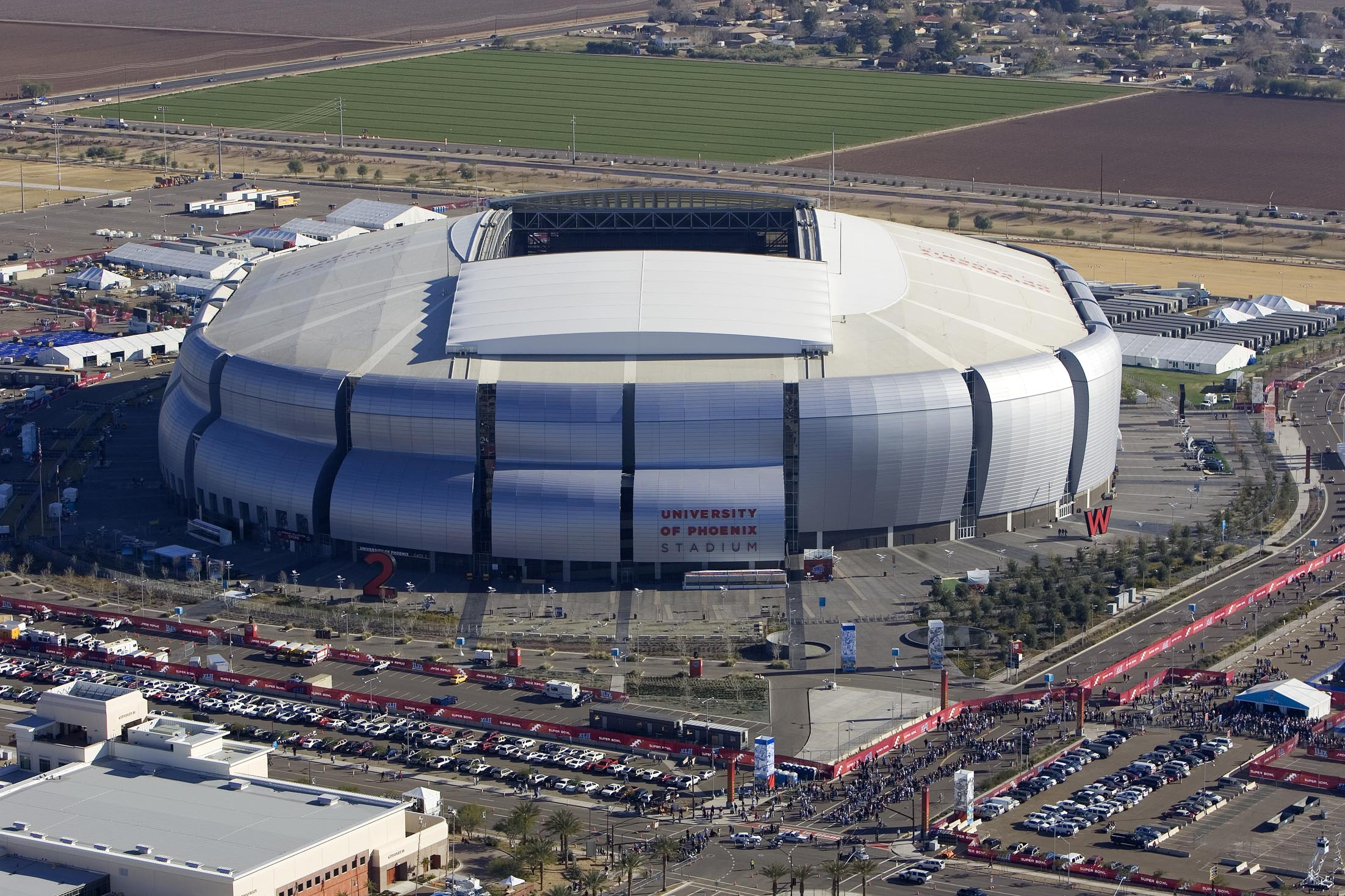
ملعب جامعة فينيكس

جامعة فينيكس (UOPX) هي جامعة أميركية للتعليم العالي أنشئت عام 1976م، وهي مؤسسة تعليمية ربحية. ومقرها في مدينة فينيكس بولاية أريزونا في الولايات المتحدة الأمريكية. الجامعة لديها سياسة القبول المفتوح، والتي تتطلب أن يكون الطالب حاصلاً على دبلوم المدارس الثانوية، GED، أو ما يعادلها.
الجامعة لديها 112 حرم جامعي في جميع أنحاء العالم وتمنح درجات في أكثر من 100 برنامج: درجة البكالوريوس، ودرجة الماجستير، ودرجة الدكتوراه.
وهي إحدى الشركات التابعة والمملوكة بالكامل من قبل مجموعة أبولو التعليمية (.Apollo Group Inc)، التي تتداول أسهمها في بورصة (NASDAQ APOL)، والتي تملك العديد من المؤسسات التعليمية الربحية.

## الحرم الجامعي
في حين أن الجامعة متخصصة في البرامج على الإنترنت، الحرم الجامعي يقدم برامج وخدمات إضافية. الطلاب الذين يدرسون على الإنترنت هم أيضا قادرون على استخدام الدروس الخصوصية والمراكز الاجتماعية، والتي يمكن أن تستخدم أيضا في لقاءات طلابية واجتماعية. افتتح أول مركز في عام 2007 في دالاس، تكساس. الطلاب لديهم الفرصة للحصول على المادة العلمية من خلال المراجع الموجودة في الإنترنت، والتي تشمل مكتبة إلكترونية، والكتب المدرسية، والمواد المساعدة الأخرى اللازمة للمادة. وتقول الجامعة أن الكتب الإلكترونية تشمل ميزات البحث ووصلات إلى مسرد المصطلحات التي تجعل الكتب أسهل للاستخدام لأغراض البحث.